# Kvas (pekařský)
Kvas, zdrobněle kvásek je zkvašená směs mouky a vody používaná pro výrobu chleba. Smícháním mouky a vody v poměru hmotností kolem 1:1 při teplotě udržované okolo 30 °C se zahájí proces kvašení. Kvašení je umožněno tím, že se na povrchu obilných zrn a ve vzduchu přirozeně vyskytují divoké kvasinky a bakterie.

## Třístupňové vedení kvasu
Žitný kvas pro výrobu chleba se připravuje pouze z mouky a vody, jiné přísady se nepoužívají. Začíná se od tzv. základu, k jehož přípravě lze použít zbytek kvasu z předchozí výroby (při delší prodlevě uchovaný v chladu), drobenku vyrobenou z kvasu (přidáním mouky a usušením), případně lze použít i zbytek těsta. Je však možno pouze smíchat mouku a vodu.
Pro vyjádření poměru mouky a vody se používá tzv. výtěžnost, což je procentuální vyjádření celkové hmotnosti kvasu k hmotnosti mouky. Například výtěžnost 200 % znamená poměr 1:1 (100 % mouky + 100 % vody), 250 % odpovídá 1:1,5 (100 % mouky + 150 % vody).
V prvním stupni se přednostně namnoží kvasinky. Výtěžnost tohoto stupně bývá 200 % až 220 %, u celozrnné mouky i více. Teplota na začátku procesu se volí kolem 25 °C (v průběhu procesu se zvýší). Doba zrání se pohybuje kolem 6 hodin (na konci se povrch kvasu propadne). Při nižší teplotě se tato fáze prodlužuje, což lze v praxi využít.
Ve druhém stupni se přednostně namnoží bakterie mléčného kvašení. Výtěžnost bývá 160 % až 180 %, teplota na konci až 30 °C. Doba zrání se pohybuje kolem 4 hodin. Je-li potřeba kvas více namnožit, je možno zopakovat první a druhý stupeň.
Ve třetím stupni se nastavují vyvážené podmínky pro bakterie i kvasinky: výtěžnost kolem 200 % a teplota kolem 28 °C. Třetí stupeň kvasu by měl zrát asi 3 hodiny. Výsledný kvas se buď celý použije pro výrobu chleba (malá část se ponechá pro přípravu příštího základu), nebo lze použít jen dvě třetiny a se zbývající třetinou zopakovat třetí stupeň (i opakovaně).

## Kvas a kvásek
V odborné pekařské terminologii se pro kvasící směs mouky a vody tradičně používá pojem kvas. Je tomu tak i v současnosti dle vyhlášky 18/2020 Sb. Tato vyhláška však současně pro stejný typ výrobku připouští např. název kvasový chléb i kváskový chléb. Výraz kvásek je považován spíš za laický, užívaný pro směs droždí, mouky, cukru rozmíchanou ve vodě nebo mléku a přidávanou do drožďového kynutého těsta (nikoliv pro pekařský kvas).
Podle Jungmannova slovníku z roku 1835 je kwásek zdrobnělina od slova kwas, které označovalo jak kvas pro výrobu těsta, tak stejnojmenný nápoj známý dříve i Čechům, tak přeneseně i hostinu (hodokvas). Jindy byl naopak používán pojem kvásek. Už Magdalena Dobromila Rettigová používala pojem kvásek pro směs droždí, cukru, mouky a mléka.